# Copa do Mundo de Futebol Feminino Sub-20 de 2014
A Copa do Mundo de Futebol Feminino Sub-20 de 2014 foi a sétima edição do evento organizado pela Federação Internacional de Futebol (FIFA), realizada entre 5 e 24 de agosto no Canadá.
A Alemanha conquistou o terceiro título na categoria ao derrotar a Nigéria na final por 1 a 0, após a prorrogação.

## Seleções qualificadas
| Confederação                                  | Torneio de qualificação                 | Classificado (s)                     |
| --------------------------------------------- | --------------------------------------- | ------------------------------------ |
| AFC (Ásia)                                    | Campeonato Asiático Sub-19 de 2013      | China Coreia do Norte Coreia do Sul  |
| CAF (África)                                  | Campeonato Africano Sub-20 de 2014      | Gana Nigéria                         |
| CONCACAF (América do Norte, Central e Caribe) | Campeonato da CONCACAF Sub-20 de 2014   | Costa Rica Estados Unidos México     |
| CONMEBOL (América do Sul)                     | Campeonato Sul-Americano Sub-20 de 2014 | Brasil Paraguai                      |
| OFC (Oceania)                                 | Campeonato da Oceania Sub-20 de 2014    | Nova Zelândia                        |
| UEFA (Europa)                                 | Campeonato Europeu Sub-19 de 2013       | Alemanha Inglaterra Finlândia França |
| País sede                                     | País sede                               | Canadá                               |

## Cidades e estádios
O Comitê Organizador Local anunciou as cidades-sede e os estádios utilizados no torneio em 2 de junho de 2013:
| Edmonton                                | Moncton                           | Montreal                            | Toronto                                    |
| --------------------------------------- | --------------------------------- | ----------------------------------- | ------------------------------------------ |
| Estádio Commonwealth Capacidade: 28 120 | Estádio Moncton Capacidade: 7 862 | Estádio Olímpico Capacidade: 32 792 | National Soccer Stadium Capacidade: 20 716 |
|                                         |                                   |                                     |                                            |

## Arbitragem
As seguintes árbitras foram designadas para o torneio:
| Árbitro                 | Assistentes                                      |     |
| AFC                     | AFC                                              | AFC |
| ----------------------- | ------------------------------------------------ | --- |
| CHN Qin Liang           | CHN Fang Yan CHN Liang Jianping                  |     |
| JPN Sachiko Yamagishi   | AUS Allyson Flynn AUS Sarah Ho                   |     |
| PRK Ri Hyang-Ok[RES]    |                                                  |     |
| CONCACAF                |                                                  |     |
| MEX Quetzalli Alvarado  | MEX Mayte Chávez HON Shirley Perello             |     |
| CAN Carol Anne Chenard  | CAN Marie-Josée Charbonneau CAN Suzanne Morisset |     |
| USA Margaret Domka      | USA Marlene Duffy USA Veronica Perez             |     |
| CAN Michelle Pye[RES]   |                                                  |     |
| CONMEBOL                |                                                  |     |
| ARG Salomé di Iorio     | URU Mariana Corbo ARG María Rocco                |     |
| COL Yeimi Martínez[RES] |                                                  |     |

| Árbitro                  | Assistentes                                     |
| CAF                      | CAF                                             |
| ------------------------ | ----------------------------------------------- |
| GUI Therese Sagno        | ETH Trhas Gebreyohanis BEN Tempa N'Dah François |
| CMR Therese Neguel[RES]  |                                                 |
| OFC                      |                                                 |
| FIJ Finau Vulivuli       | NZL Jacqueline Stephenson NZL Sarah Walker      |
| UEFA                     |                                                 |
| FIN Kirsi Heikkinen      | FIN Anu Jökela FIN Tonja Paavola                |
| UKR Kateryna Monzul      | ENG Natalie Aspinall ENG Sian Massey            |
| SUI Esther Staubli       | BEL Ella De Vries SWE Anna Nyström              |
| GER Bibiana Steinhaus    | GER Katrin Rafalski GER Marina Wozniak          |
| ITA Carina Vitulano      | GRE Chrysoula Kourompylia CZE Lucie Ratajová    |
| HUN Katalin Kulcsár[RES] |                                                 |

- RES. ^ Árbitra reserva

## Sorteio
O sorteio final foi realizado em 1 de março de 2014 em Montreal.
| Pote 1                                             | Pote 2 (AFC, CONCACAF)                          | Pote 3 (CAF, CONMEBOL)               | Pote 4 (OFC, UEFA)                                  |
| -------------------------------------------------- | ----------------------------------------------- | ------------------------------------ | --------------------------------------------------- |
| - Canadá - França - Coreia do Sul - Estados Unidos | - China - Costa Rica - México - Coreia do Norte | - Brasil - Gana - Nigéria - Paraguai | - Inglaterra - Finlândia - Alemanha - Nova Zelândia |

## Fase de grupos
As 16 equipes classificadas foram divididas em quatro grupos de quatro equipes cada. Todas se enfrentaram dentro dos grupos, num total de três partidas. O vencedor e o segundo colocado de cada grupo avançaram as quartas de final. A tabela de jogos foi divulgada em 6 de agosto de 2013.
|  | Equipes classificadas às quartas de final |
|  | Equipes eliminadas                        |

Todas as partidas seguem o fuso horário local:
- Moncton: (UTC−3)

### Grupo A
| Seleção         | Pts | J | V | E | D | GP | GC | SG |
| --------------- | --- | - | - | - | - | -- | -- | -- |
| Coreia do Norte | 6   | 3 | 2 | 0 | 1 | 5  | 2  | +3 |
| Canadá          | 6   | 3 | 2 | 0 | 1 | 4  | 3  | +1 |
| Gana            | 6   | 3 | 2 | 0 | 1 | 3  | 4  | –1 |
| Finlândia       | 0   | 3 | 0 | 0 | 3 | 4  | 7  | –3 |

| 5 de agosto | Finlândia     | 1 – 2     | Coreia do Norte                       | National Soccer Stadium, Toronto                |
| 17:00       | Laaksonen 28' | Relatório | Kim So-Hyang 15' · Choe Yun-Gyong 27' | Público: 14 834 Árbitro: MEX Quetzalli Alvarado |

| 5 de agosto | Canadá | 0 – 1     | Gana        | National Soccer Stadium, Toronto               |
| 20:00       |        | Relatório | Sumaila 22' | Público: 14 834 Árbitro: GER Bibiana Steinhaus |

| 8 de agosto | Gana | 0 – 3     | Coreia do Norte                            | National Soccer Stadium, Toronto             |
| 17:00       |      | Relatório | Ri Un-Sim 6', 78' · Jon So-Yon 90+4' (pen) | Público: 16 503 Árbitro: ITA Carina Vitulano |

| 8 de agosto | Canadá                                  | 3 – 2     | Finlândia      | National Soccer Stadium, Toronto               |
| 20:00       | Beckie 48' · Sanderson 50' · Prince 80' | Relatório | Kemppi 3', 21' | Público: 16 503 Árbitro: JPN Sachiko Yamagishi |

| 12 de agosto | Coreia do Norte | 0 – 1     | Canadá     | Estádio Olímpico, Montreal                  |
| 19:00        |                 | Relatório | Beckie 65' | Público: 13 031 Árbitro: SUI Esther Staubli |

| 12 de agosto | Gana                     | 2 – 1     | Finlândia  | Estádio Moncton, Moncton                    |
| 20:00        | Sumaila 71' · Cudjoe 86' | Relatório | Kemppi 50' | Público: 4 708 Árbitro: ARG Salomé di Iorio |

### Grupo B
| Seleção        | Pts | J | V | E | D | GP | GC | SG |
| -------------- | --- | - | - | - | - | -- | -- | -- |
| Alemanha       | 7   | 3 | 2 | 1 | 0 | 12 | 6  | +6 |
| Estados Unidos | 6   | 3 | 2 | 0 | 1 | 4  | 2  | +2 |
| China          | 2   | 3 | 0 | 2 | 1 | 6  | 9  | –3 |
| Brasil         | 1   | 3 | 0 | 1 | 2 | 2  | 7  | –5 |

| 5 de agosto | Alemanha                   | 2 – 0     | Estados Unidos | Estádio Commonwealth, Edmonton                 |
| 17:00       | Petermann 65' · Panfil 90' | Relatório |                | Público: 10 101 Árbitro: JPN Sachiko Yamagishi |

| 5 de agosto | China         | 1 – 1     | Brasil     | Estádio Commonwealth, Edmonton              |
| 20:00       | Zhang Zhu 89' | Relatório | Byanca 66' | Público: 10 101 Árbitro: SUI Esther Staubli |

| 8 de agosto | Alemanha                                                | 5 – 5     | China                                                                        | Estádio Commonwealth, Edmonton                  |
| 17:00       | Bremer 10' · Däbritz 45+1', 68' (pen) · Panfil 51', 71' | Relatório | Zhu Beiyan 40', 62' (pen) · Tang Jiali 48' · Lei Jiahui 52' · Zhang Chen 80' | Público: 10 025 Árbitro: MEX Quetzalli Alvarado |

| 8 de agosto | Estados Unidos | 1 – 0     | Brasil | Estádio Commonwealth, Edmonton               |
| 20:00       | Horan 82'      | Relatório |        | Público: 10 025 Árbitro: FIN Kirsi Heikkinen |

| 12 de agosto | Brasil    | 1 – 5     | Alemanha                                    | Estádio Olímpico, Montreal                      |
| 16:00        | Carol 41' | Relatório | Däbritz 50', 78', 90+1' · Bremer 64', 90+3' | Público: 13 031 Árbitro: CAN Carol Anne Chenard |

| 12 de agosto | Estados Unidos               | 3 – 0     | China | Estádio Moncton, Moncton                    |
| 17:00        | Horan 19', 38' · Lavelle 49' | Relatório |       | Público: 4 708 Árbitro: HUN Katalin Kulcsár |

### Grupo C
| Seleção       | Pts | J | V | E | D | GP | GC | SG |
| ------------- | --- | - | - | - | - | -- | -- | -- |
| Nigéria       | 7   | 3 | 2 | 1 | 0 | 5  | 3  | +2 |
| Coreia do Sul | 4   | 3 | 1 | 1 | 1 | 4  | 4  | 0  |
| Inglaterra    | 2   | 3 | 0 | 2 | 1 | 3  | 4  | –1 |
| México        | 2   | 3 | 0 | 2 | 1 | 3  | 4  | –1 |

| 6 de agosto | Inglaterra | 1 – 1     | Coreia do Sul        | Estádio Moncton, Moncton                       |
| 17:00       | Harris 68' | Relatório | Lee So-Dam 15' (pen) | Público: 3 587 Árbitro: CAN Carol Anne Chenard |

| 6 de agosto | México     | 1 – 1     | Nigéria       | Estádio Moncton, Moncton                    |
| 20:00       | Ibarra 23' | Relatório | Igbinovia 42' | Público: 3 587 Árbitro: ARG Salomé di Iorio |

| 9 de agosto | Inglaterra | 1 – 1     | México        | Estádio Moncton, Moncton                   |
| 14:00       | Mead 36'   | Relatório | Samarzich 70' | Público: 4 636 Árbitro: FIJ Finau Vulivuli |

| 9 de agosto | Coreia do Sul | 1 – 2     | Nigéria              | Estádio Moncton, Moncton                   |
| 17:00       | Kim So-Yi 72' | Relatório | Dike 1' · Ihezuo 36' | Público: 4 636 Árbitro: USA Margaret Domka |

| 13 de agosto | Nigéria                       | 2 – 1     | Inglaterra | Estádio Commonwealth, Edmonton        |
| 18:00        | Ayila 41' · Oshoala 59' (pen) | Relatório | Parris 5'  | Público: 7 301 Árbitro: CHN Qin Liang |

| 13 de agosto | Coreia do Sul                           | 2 – 1     | México        | National Soccer Stadium, Toronto            |
| 20:00        | Lee Geum-Min 43' · Lee So-Dam 65' (pen) | Relatório | Samarzich 74' | Público: 6 914 Árbitro: UKR Kateryna Monzul |

### Grupo D
| Seleção       | Pts | J | V | E | D | GP | GC | SG  |
| ------------- | --- | - | - | - | - | -- | -- | --- |
| França        | 9   | 3 | 3 | 0 | 0 | 12 | 1  | +11 |
| Nova Zelândia | 6   | 3 | 2 | 0 | 1 | 5  | 4  | +1  |
| Paraguai      | 3   | 3 | 1 | 0 | 2 | 2  | 6  | –4  |
| Costa Rica    | 0   | 3 | 0 | 0 | 3 | 2  | 10 | –8  |

| 6 de agosto | França                                                                   | 5 – 1     | Costa Rica    | Estádio Olímpico, Montreal            |
| 17:00       | Lavogez 7' (pen), 38' · Robert 18' · F. Villalobos 22' (g.c.) · Sarr 53' | Relatório | Herrera 90+1' | Público: 4 812 Árbitro: CHN Qin Liang |

| 6 de agosto | Nova Zelândia             | 2 – 0     | Paraguai | Estádio Olímpico, Montreal                  |
| 20:00       | Rolston 40' · Skilton 43' | Relatório |          | Público: 4 812 Árbitro: UKR Kateryna Monzul |

| 9 de agosto | Nova Zelândia | 0 – 4     | França                                      | Estádio Olímpico, Montreal                |
| 17:00       |               | Relatório | Diani 22' · Lavogez 53' · Le Bihan 80', 82' | Público: 6 844 Árbitro: GUI Therese Sagno |

| 9 de agosto | Paraguai                   | 2 – 1     | Costa Rica  | Estádio Olímpico, Montreal                    |
| 20:00       | Romero 4' · Mora 88' (pen) | Relatório | Montero 29' | Público: 6 844 Árbitro: GER Bibiana Steinhaus |

| 13 de agosto | Paraguai | 0 – 3     | França                            | Estádio Commonwealth, Edmonton             |
| 15:00        |          | Relatório | Robert 5' (pen), 7' · Tarrieu 77' | Público: 7 301 Árbitro: USA Margaret Domka |

| 13 de agosto | Costa Rica | 0 – 3     | Nova Zelândia                         | National Soccer Stadium, Toronto            |
| 17:00        |            | Relatório | Skilton 24' · Lee 69' · O'Brien 90+4' | Público: 6 914 Árbitro: FIN Kirsi Heikkinen |

## Fase final
|  | Quartas de final        | Quartas de final        |                         |        | Semifinais      | Semifinais     |  |  | Final                   | Final |
|  |                         |                         |                         |        |                 |                |  |  |                         |       |
|  | 16 de agosto – Toronto  |                         |                         |        |                 |                |  |  |                         |       |
|  |                         |                         |                         |        |                 |                |  |  |                         |       |
|  | Coreia do Norte (pen)   | 1 (3)                   |                         |        |                 |                |  |  |                         |       |
|  | Coreia do Norte (pen)   | 1 (3)                   | 20 de agosto – Moncton  |        |                 |                |  |  |                         |       |
|  | Estados Unidos          | 1 (1)                   |                         |        |                 |                |  |  |                         |       |
|  | Estados Unidos          | 1 (1)                   | Coreia do Norte         | 2      |                 |                |  |  |                         |       |
|  | 16 de agosto – Moncton  |                         | Coreia do Norte         | 2      |                 |                |  |  |                         |       |
|  |                         | Nigéria                 | 6                       |        |                 |                |  |  |                         |       |
|  | Nigéria                 | Nigéria                 | 6                       | 4      |                 |                |  |  |                         |       |
|  | Nigéria                 |                         | 24 de agosto – Montreal | 4      |                 |                |  |  |                         |       |
|  | Nova Zelândia           | 1                       |                         |        |                 |                |  |  |                         |       |
|  | Nova Zelândia           | 1                       | Nigéria                 | 0      |                 |                |  |  |                         |       |
|  | 17 de agosto – Edmonton |                         | Nigéria                 | 0      |                 |                |  |  |                         |       |
|  |                         | Alemanha (pro)          | 1                       |        |                 |                |  |  |                         |       |
|  | Alemanha                | Alemanha (pro)          | 1                       | 2      |                 |                |  |  |                         |       |
|  | Alemanha                | 20 de agosto – Montreal |                         | 2      |                 |                |  |  |                         |       |
|  | Canadá                  | 0                       |                         |        |                 |                |  |  |                         |       |
|  | Canadá                  | 0                       | Alemanha                | 2      | Terceiro lugar  | Terceiro lugar |  |  |                         |       |
|  | 17 de agosto – Montreal |                         | Alemanha                | 2      | Terceiro lugar  | Terceiro lugar |  |  |                         |       |
|  |                         | França                  | 1                       |        |                 |                |  |  |                         |       |
|  | França (pen)            | França                  | 1                       | 0 (4)  | Coreia do Norte | 2              |  |  |                         |       |
|  | França (pen)            |                         |                         | 0 (4)  | Coreia do Norte | 2              |  |  |                         |       |
|  | Coreia do Sul           | 0 (3)                   |                         | França | 3               |                |  |  |                         |       |
|  | Coreia do Sul           | 0 (3)                   |                         |        | 3               |                |  |  |                         |       |
|  |                         |                         |                         |        |                 |                |  |  | 24 de agosto – Montreal |       |
|  |                         |                         |                         |        |                 |                |  |  |                         |       |

### Quartas de final
| 16 de agosto | Coreia do Norte      | 1 – 1 (pro) | Estados Unidos | National Soccer Stadium, Toronto              |
| 17:00        | Jon So-Yon 54' (pen) | Relatório   | Doniak 6'      | Público: 7 854 Árbitro: GER Bibiana Steinhaus |

|                                                    |       | Penalidades                |  |
| Jon So-Yon Choe Yun-Gyong Ri Kyong-Hyang Rim Se-Ok | 3 – 1 | Jordan Horan Lavelle Amack |  |

| 16 de agosto | Alemanha               | 2 – 0     | Canadá | Estádio Commonwealth, Edmonton               |
| 18:00        | Bremer 24' · Knaak 82' | Relatório |        | Público: 22 421 Árbitro: ARG Salomé di Iorio |

| 17 de agosto | Nigéria                           | 4 – 1     | Nova Zelândia | Estádio Moncton, Moncton                      |
| 17:00        | Oshoala 1', 12' · Sunday 84', 90' | Relatório | Rolston 89'   | Público: 3 588 Árbitro: JPN Sachiko Yamagishi |

| 17 de agosto | França | 0 – 0 (pro) | Coreia do Sul | Estádio Olímpico, Montreal                     |
| 19:00        |        | Relatório   |               | Público: 4 954 Árbitro: MEX Quetzalli Alvarado |

|                                             |       | Penalidades                                                    |  |
| Toletti Dafeur Mbock Bathy Perisset Lavogez | 4 – 3 | Jang Sel-Gi Oh Yeon-Hee Kim Hye-Yeong Namgung Ye-Ji Lee Sub-In |  |

### Semifinal
| 20 de agosto | Coreia do Norte                      | 2 – 6     | Nigéria                                           | Estádio Moncton, Moncton                   |
| 17:00        | Ri Un-Sim 31' · Jon So-Yon 62' (pen) | Relatório | Dike 2' · Oshoala 24', 60', 68', 85' · Sunday 55' | Público: 4 871 Árbitro: USA Margaret Domka |

| 20 de agosto | Alemanha                   | 2 – 1     | França          | Estádio Olímpico, Montreal                  |
| 19:00        | Bremer 12' · Petermann 81' | Relatório | Mbock Bathy 45' | Público: 6 634 Árbitro: HUN Katalin Kulcsár |

### Disputa pelo terceiro lugar
| 24 de agosto | Coreia do Norte                  | 2 – 3     | França                                  | Estádio Olímpico, Montreal                     |
| 16:00        | Ri Un-Yong 48' · Choe Un-Hwa 68' | Relatório | Lavogez 53' · Diallo 66' · Tounkara 79' | Público: 15 822 Árbitro: JPN Sachiko Yamagishi |

### Final
| 24 de agosto | Nigéria | 0 – 1 (pro) | Alemanha      | Estádio Olímpico, Montreal                      |
| 19:00        |         | Relatório   | Petermann 98' | Público: 15 822 Árbitro: CAN Carol Anne Chenard |

## Premiações
| Copa do Mundo de Futebol Feminino Sub-20 de 2014 |
| Alemanha                                         |
| ------------------------------------------------ |
| ALEMANHA Campeã (3º título)                      |

### Individuais
| Chuteira de Ouro   | Bola de Ouro       | Luva de Ouro     | Fair Play |
| ------------------ | ------------------ | ---------------- | --------- |
| NGA Asisat Oshoala | NGA Asisat Oshoala | GER Maike Kämper | Canadá    |

## Artilharia
| 7 gols (1) - NGA Asisat Oshoala 5 gols (2) - GER Pauline Bremer - GER Sara Däbritz 4 gols (1) - FRA Claire Lavogez 3 gols (7) - FIN Juliette Kemppi - FRA Faustine Robert - GER Lena Petermann - GER Theresa Panfil - NGA Uchechi Sunday - PRK Jon So-Yon - USA Lindsey Horan 2 gols (10) - CAN Janine Beckie - CHN Zhu Beiyan - FRA Clarisse Le Bihan - GHA Sherifatu Sumaila - KOR Lee So-Dam - MEX Tanya Samarzich - NGA Courtney Dike | 2 gols (continuação) - NZL Emma Rolston - NZL Steph Skilton - PRK Ri Un-Sim 1 gol (38) - BRA Byanca - BRA Carol - CAN Nichelle Prince - CAN Valerie Sanderson - CHN Lei Jiahui - CHN Tang Jiali - CHN Zhang Chen - CHN Zhang Zhu - CRC Melissa Herrera - CRC Michelle Montero - ENG Bethany Mead - ENG Martha Harris - ENG Nikita Parris - FIN Sini Laaksonen - FRA Aïssatou Tounkara - FRA Aminata Diallo - FRA Griedge Mbock Bathy - FRA Kadidiatou Diani | 1 gol (continuação) - FRA Mylaine Tarrieu - FRA Ouleymata Sarr - GER Rebecca Knaak - GHA Jennifer Cudjoe - KOR Kim So-Yi - KOR Lee Geum-Min - MEX Fabiola Ibarra - NGA Chinwendu Ihezuo - NGA Loveth Ayila - NGA Osarenoma Igbinovia - NZL Megan Lee - NZL Tayla O'Brien - PAR Jennifer Mora - PAR Silvana Romero - PRK Choe Un-Hwa - PRK Choe Yun-Gyong - PRK Kim So-Hyang - PRK Ri Un-Yong - USA Makenzy Doniak - USA Rose Lavelle Gols-contra (1) - CRC Fabiola Villalobos (para a França) |